# Jill Johnson
Jill Anna Maria Johnson (Ängelholm, 24 mei 1973) is een Zweeds pop- en countryzangeres.
In 1998 won ze het Melodifestivalen met het lied Kärleken är en mocht zo naar het Eurovisiesongfestival in Birmingham, waar ze de 10e plaats behaalde. In 2003 deed ze opnieuw mee aan de voorronde, met het country-achtige Crazy in love. Ze haalde de finale maar daar moest ze Fame voor laten gaan.

## Biografie
Johnson stond voor het eerst op het podium op 13-jarige leeftijd tijdens een countrygala in Denemarken. Een paar jaar later kreeg ze een platencontract in haar thuisland, maar dit leidde niet tot albums. Pas toen ze begin 20 was - na het zingen van coverversies met een band uit Helsingborg - tekende ze een contract bij EMI, waar haar eerste album Sugartree werd uitgebracht.
Johnsons doorbraak in Zweden volgde in 1998 met het winnen van Melodifestivalen - de Zweedse voorronde voor het Eurovisie Songfestival - waarna ze haar thuisland vertegenwoordigde op het ESC in Birmingham met de popballade Kärleken är, waarmee ze een tiende plaats behaalde. In 2003 nam ze opnieuw deel aan Melodifestivalen met het countrynummer Crazy in Love, dat uiteindelijk vierde werd. In 2005 presenteerde ze de Melodifestivalen finale in Stockholm.
Johnson nam daarna meer countrynummers op en reisde verschillende keren naar Nashville, Tennessee, de Amerikaanse thuisbasis van countrymuziek. In 2005 verscheen er een kerst-cd (The Christmas in You). Eind oktober 2006 bracht ze The Woman I've Become uit. In 2011 trad ze op als openingsact voor de Amerikaanse zanger Toby Keith, wat ook haar eerste optreden in Duitsland was.
Tussen 2003 en 2014 bereikten 14 achtereenvolgende cd's de top 5 van de Zweedse albumhitlijsten. Daarmee is Johnson een van de meest succesvolle artiesten van het land.
Op 7 oktober 2011 bereikte Johnson voor het eerst de eerste plaats in Zweden met de cd Flirting with Disaster. Daarna volgden nog drie nummer 1-successen vanaf 2014: Livemusiken från Jills Veranda Nashville, Songs for Daddy en In Tandem (2015, met Doug Seegers).
Sinds begin 2014 presenteerde Johnson de documentaireserie Jills Veranda op de televisiezender SVT1. In vier seizoenen van elk zes afleveringen verkent de zangeres samen met andere Zweedse artiesten het countrymekka Nashville. Johnson en de gastartiesten zingen en spelen, gaan in op de geschiedenis van countrymuziek en confronteren sociale kwesties zoals racisme, het grote aantal geweren, homofobie en armoede.
In mei 2019 publiceerde ze samen met Maria Molin Ljunggren het kookboek Jill & Maria's Taverna: medelhavsmaten från vårt Kreta met Griekse recepten.
Op 6 juni 2021 ontving ze de Zweedse koninklijke onderscheiding "Litteris et Artibus" voor opmerkelijke artistieke bijdragen aan het Zweedse muziekleven.

## Discografie

### Singles
- 1996: Kommer tid, kommer vår
- 1998: Kärleken är
- 2003: Crazy in Love
- 2003: Can’t Get Enough of You
- 2004: Oh, vilken härlig dag
- 2004: God’s Gift
- 2005: God Bless a Girl in Love
- 2006: Heartbreak Hotel
- 2006: Cowboy Up
- 2007: Angel of the Morning
- 2008: Top of the World
- 2010: Baby Blue Paper Live
- 2011: Välkommen jul
- 2013: Duetterna
- 2015: I väntan på Julen
- 2015: En julsaga (Fairytale of New York)
- 2016: Open Your Heart
- 2016: The Burden
- 2016: Himlen är oskyldight blå

### Albums
- 1996: Sugartree
- 1998: När hela världen ser på
- 2000: Daughter of Eve
- 2002: Good Girl
- 2003: Discography 1996-2003
- 2003: Roots and Wings
- 2005: Being Who You Are
- 2005: The Christmas in You
- 2006: The Woman I’ve Become
- 2007: Music Row
- 2008: Baby Blue Paper
- 2009: Music Row II
- 2010: The Well-Known and Some Other Favourite Stories
- 2011: Flirting with Desaster
- 2012: A Woman Can Change Her Mind
- 2014: Livemusiken från Jills Veranda, Nashville
- 2014: Songs for Daddy
- 2015: In Tandem
- 2015: Livemusiken från Jills Veranda, Nashville säsong 2
- 2016: For You I’ll Wait
- 2017: Tolkningarna – Så mycket bättre säsong 7
- 2017: Rodeo
- 2017: Christmas Island
- 2017: Livemusiken från Jills Veranda, Nashville säsong 3

### Videoalbum
- 2008: Music Row – Live in Concert